# Winznau
Winznau är en ort och kommun i distriktet Gösgen i kantonen Solothurn, Schweiz. Kommunen har 2 058 invånare (2023).